# 胡宁生
胡宁生（1932年—），男，浙江嵊县人，中国天文仪器专家，中国科学院南京天文仪器厂研究员，曾任中国天文学会常务理事，第六、七届全国人大代表。

## 家庭
父亲胡兰成，母亲全慧文。